# Casanova - The best
Casanova - The best è una raccolta di Cristiano Malgioglio pubblicata nel 2010 dall'etichetta discografica ZYX Music.

## Tracce
1. Casanova
2. Notte madrilena
3. Devo vendermi
4. Avventuriero
5. Un'estate senza te
6. Amica
7. Ex innamorati
8. Con l'amore addosso
9. Il ritmo della notte
10. La voglia
11. Ma l'amore non c'entra
12. Toglimi il respiro
13. La gelosia
14. Quando arriva assente da me
15. Occhio al porto
16. En privado